# Schafgrübler
Der Schafgrübler ist ein 2922 m ü. A. hoher Berg in den Stubaier Alpen in Tirol.

## Anstiege
Der Schafgrübler ist von Lüsens oder vom Oberbergtal aus zu erreichen. Beide Wege führen auf das Große Horntaler Joch (2812 m), wobei bei dem Weg aus dem Stubaital mit der Franz-Senn-Hütte ein Stützpunkt zum Übernachten besteht. Bereits 1898 wurde von der Alpenvereins-Sektion Innsbruck ein markierter Steig von Lüsens durch das Große Horntal auf das Große Horntaler Joch angelegt, was die Gipfelbesteigung erleichterte.